# Dobro pozjalovat, ili Postoronnim vkhod vospresjjon
Dobro pozjalovat, ili Postoronnim vkhod vospresjjon (russisk: Добро пожаловать, или Посторонним вход воспрещён) er en sovjetisk spillefilm fra 1964 af Elem Klimov.

## Medvirkende
- Viktor Kosykh som Kostja Inotjkin
- Jevgenij Jevstignejev som Dynin
- Arina Alejnikova som Valja
- Ilja Rutberg
- Lidija Smirnova